# Província del Kazakhstan Occidental
La província del Kazakhstan Occidental (en kazakh: Батыс Қазақстан облысы/Batıs Qazaqstan oblısı/باتىس قازاقستان وبلىسى, en rus: Западно-Казахстанская область) és una província del Kazakhstan amb capital a Uralsk. La província limita amb la Federació Russa pel nord, la província d'Aktobe per l'est i la província d'Atyrau pel sud. És una regió pròxima als monts Urals i és travessada pel riu Ural. Com a curiositat, part de la província és europea (la riba dreta del riu Ural) i part és d'Àsia (la riba esquerra de l'Ural). La província limita amb la Federació Russa i és a prop dels Urals.

## Geografia
Dins la regió hi ha tres unitats geogràfiques bàsiques; al sud s'hi troba la depressió Càspia, una plana que es troba sota el nivell del mar situada a la riba de la mar Càspia. Al nord-est hi ha els últims contraforts dels Urals i entre els Urals i la depressió Càspia s'hi troba l'estepa dels Kirguis, una extensa estepa que ocupa bona part de la regió i del país.
Els principals rius de la província són l'Ural, que neix a Rússia, després travessa la província i segueix el seu curs cap a la mar Càspia; els seus afluents són: l'Utva, el Chogan i el kuixum.

## Demografia
Segons estimacions oficials de l'Agència d'Estadístiques del Kazakhstan, tenia una població d'uns 602.000 habitants a l'1 de gener de 2003, augmentada lleument a 615.000 habitants. a principis de 2008. La seva capital és Uralsk, una ciutat d'uns 200.000 habitants. L'ètnia majoritària de la regió és l'eslava i la segueix la kazakh.

## Subdivisió administrativa
Cada província del Kazakhstan està dividida en districtes i ciutats. Aquests districtes alhora estan dividits en municipis. La província del Kazakhstan Occidental està dividit en 12 districtes i 2 ciutats, són els següents:
- Districte d'Akjaik
- Districte de Bokey Orda
- Districte de Borili
- Districte de Karatobe
- Districte de Kaztal
- Districte de Shyngyrlau
- Districte de Syrym
- Districte de Taskala
- Districte de Terekti
- Districte de Zelenov
- Districte de Zhanakala
- Districte de Zhanybek
- Ciutat d'Uralsk
- Ciutat d'Aksay